# Kharpachok
Kharpachok (nep. खार्पाचोक) – gaun wikas samiti w środkowej części Nepalu w strefie Bagmati w dystrykcie Kavrepalanchok. Według nepalskiego spisu powszechnego z 2001 roku liczył on 276 gospodarstw domowych i 1740 mieszkańców (891 kobiet i 849 mężczyzn).